# Maria Benedikta Deninger
Maria Benedikta Deninger OCist (* 7. Mai 1939 in Schöngrabern, Niederösterreich als Irmtraud Deninger ) war von 2000 bis 2014 erste Äbtissin, zuvor Gründungspriorin der Zisterzienserinnen-Abtei Marienfeld in Niederösterreich.

## Leben
Deninger absolvierte das Gymnasium in Hollabrunn. Am 19. April 1965 begann sie in der Abtei Mariastern-Gwiggen das Noviziat, erhielt den Ordensnamen Maria Benedikta und legte am 20. April 1966 ihre Profess ab. Am 14. November 1982 wurde sie mit sieben weiteren Schwestern zur Klostergründung nach Marienfeld ausgesandt, welches als abhängiges Priorat der Abtei Mariastern-Gwiggen kanonisch errichtet wurde. Unter Deningers Priorat konnte 1991 der erste Schritt zur Eigenständigkeit gelegt werden: Marienfeld wurde zum selbständigen Konventualpriorat ernannt und erhielt die Erlaubnis, Novizinnen vor Ort auszubilden. Am 29. März 2000 wurde das Kloster zur Abtei erhoben und Deninger zur ersten Äbtissin gewählt. Die Abtsbenediktion erfolgte am 14. Mai 2000. Deningers Wahlspruch lautete Sufficit tibi gratia mea („Meine Gnade genügt dir“; 2 Kor 12,9 ).
Im Mai 2014 trat Deninger mit Erreichen der Altersgrenze von ihrem Amt zurück. Am 21. Mai 2014 wählte das Konventkapitel von Marienfeld Hedwig Pauer zur 2. Äbtissin der Abtei Marienfeld.

## Veröffentlichungen
- Mariastern-Gwiggen. In: Cistercienserchronik. Band 87, 1980, ISSN 0379-8291, S. 95–123.